# 그리고리 마르굴리스
그리고리 알렉산드로비치 마르굴리스(러시아어: Григо́рий Алекса́ндрович Маргу́лис, 1946년 2월 24일~)는 러시아의 수학자이다. 리 군의 격자점에 대한 위대한 업적과 에르고딕 이론을 디오판틴 근사에 응용한 업적으로 잘 알려져 있다. 마르굴리스는 1978년에 필즈상을 수상하였고, 2005년에는 울프 수학상을 수상하였다. 2014년까지 이 두 상을 모두 수상한 사람은 총 13명이다.
마르굴리스는 1946년 2월 24일 소비에트 연방 모스크바의 유대인 가정에서 태어났다. 모스크바 대학교를 다니면서 에르고딕 이론에 대한 연구를 시작하였는데, 이 초창기에는 다비트 카즈단(러시아어: Дави́д (Дми́трий Александро́вич) Кажда́н, 히브리어: דוד קשדן)과 함께, 이산 군에서 기본적인 결과인 카즈단-마르굴리스 정리를 증명하였다. 그 후 1975년에는 초강체 정리(superrigidity theorem)을 증명하였다.
1978년 그는 필즈상 수상자가 되었으나, 불행하게도 정치적인 이유로 시상식 장소였던 핀란드 헬싱키로의 여행허가를 받지 못하였다. 이 상황은 이듬해에 개선되어 1979년에는 서독 본으로 여행을 할 수 있었고, 차후에는 자유로운 여행 허가를 받았다. 그러나 그때에도 대학의 수학과에서 근무한 것이 아니라 기술 연구소에서 근무하고 있었다.
1986년에는 이차 형식과 디오판토스 근사에 대한 오펜하임 가설을 증명하였다. 이 가설은 하디-리틀우드 원 방법을 통해서 어느 정도 진전이 이루어진 이후에 50년간 별다른 성과가 없던 문제였었다.
1991년 소련의 붕괴 이후 미국 예일 대학교의 교수가 되었다.

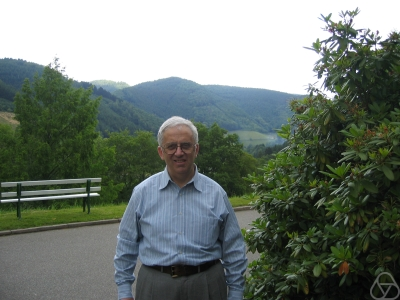
2004년 당시의 마르굴리스

## 학력
- 1962년~1967년: 모스크바 국립 대학교(석사)
- 1967년~1970년: 모스크바 국립 대학교(박사)

## 참고 문헌
- Tits, J. (1980). 〈The work of Gregori Aleksandrovitch Margulis〉.   Olli Lehto (ed.). 《Proceedings of the ICM (Helsinki, 1978) vol. 1》. Helsinki: Academia Scientiarum Fennica. 57–63쪽. ISBN 951-41-0352-1. MR 562596. Zbl 0426.22011. 2013년 2월 12일에 원본 문서에서 보존된 문서. 2012년 5월 12일에 확인함.